# علي ناصر
علي ناصر، من مواليد 16 مايو 1986، لاعب كرة قدم قطري من أصل يمني، ويلعب في نادي السد ومنتخب قطر لكرة القدم. اختير أفضل لاعب قطري في الدوري القطري في موسم 2005/2006م.

## كأس الخليج 2007م
سجل هدف في مرمى منتخب السعودية لكرة القدم.

## روابط خارجية
- علي ناصر على موقع قاعدة بيانات كرة القدم.إي يو (الإنجليزية)
- علي ناصر على موقع ناشيونال فوتبول تيمز (الإنجليزية)
- علي ناصر على موقع كووورة